# عزلة خولان (حجة)

تعديل مصدري - تعديل

عزلة خولان هي إحدى عزل مديرية حجة في محافظة حجة اليمنية ويبلغ تعداد سكانها 9857 نسمة حسب التعداد السكاني في اليمن لعام 2004.